# Gadolinium
Le gadolinium, de symbole Gd, est l'élément chimique de numéro atomique 64. Il fait partie du groupe des lanthanides.
Il doit son nom à Johan Gadolin, chimiste finlandais. L'oxyde de gadolinium a été isolé en 1880 par Jean Charles Galissard de Marignac, et Paul-Émile Lecoq de Boisbaudran prépara le métal pur en 1886.
Le gadolinium sous forme ionique (Gd3+) est hautement toxique. En effet, il entre en compétition avec le calcium dans les processus calcium-dépendants du corps humain (respiration, battements du cœur, contraction des muscles, coagulation, etc.) et peut mener à de graves dommages selon sa concentration. C'est pourquoi le gadolinium utilisé en médecine comme agent de contraste pour l'IRM est complexé.
Le gadolinium se caractérise par une diversité minéralogique particulièrement faible : on ne connaît qu'un minéral dont il soit un constituant essentiel, la lepersonnite-(Gd). On le trouve plutôt en solution solide dans divers minéraux riches en terres rares. Il est aujourd'hui principalement extrait de la monazite (Ce,La,Th,Nd,Y)PO4 et de la bastnäsite (Ce,La,Y)CO3F.

## Caractéristiques

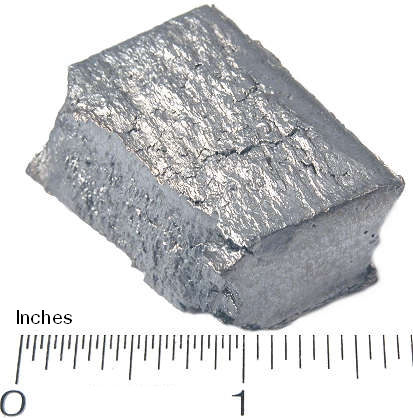
Gadolinium.

### Propriétés physiques
Le gadolinium est un métal faisant partie des terres rares. Il est gris argent, malléable et ductile à la température ambiante.
Il cristallise sous forme hexagonale à température ambiante, mais possède une autre forme allotropique connue sous le nom de forme « bêta », de structure cubique centrée au-dessus de 1 508 K.
Le gadolinium est classiquement considéré comme l'un des quatre éléments ferromagnétiques à température ambiante mais son point de Curie TC est très bas (292 K environ, soit 19 °C). La nature réelle de ce magnétisme ordonné en dessous de TC est contestée.
Le gadolinium a la plus grande capacité d'absorption des neutrons thermiques parmi tous les éléments naturels (49 kilobarns).

### Propriétés chimiques
Le gadolinium se combine avec la plupart des éléments pour former des composés de Gd(III). Il se combine également avec l'azote, le carbone, le soufre, le phosphore, le bore, le sélénium, le silicium et l'arsenic à haute température, formant des composés binaires.
Le gadolinium réagit lentement avec l'eau et est soluble dans les acides dilués. Contrairement aux autres éléments de terres rares, le gadolinium métallique est relativement stable dans l'air sec. Cependant, il ternit rapidement dans l'air humide, formant un oxyde de gadolinium(III) (Gd2O3) peu adhérent :
4 Gd + 3 O2 → 2 Gd2O3,
qui s'écaille, exposant davantage de surface à l'oxydation.
Le gadolinium est un fort agent réducteur, qui réduit les oxydes de plusieurs métaux en leurs éléments. Le gadolinium est assez électropositif et réagit lentement avec l'eau froide et assez rapidement avec l'eau chaude pour former l'hydroxyde de gadolinium(III) (Gd(OH)3) :
2 Gd + 6 H2O → 2 Gd(OH)3 + 3 H2.
Le gadolinium métallique est facilement attaqué par l'acide sulfurique dilué pour former des solutions contenant les ions Gd(III) incolores, qui existent sous forme de complexes [Gd(H2O)9]3+ :
2 Gd + 3 H2SO4 + 18 H2O → 2 [Gd(H2O)9]3+ + 3 SO42- + 3 H2.

#### Composés chimiques
Dans la grande majorité de ses composés, comme pour la plupart des métaux de terres rares, le gadolinium adopte l'état d'oxydation +3. Cependant, le gadolinium peut se trouver dans de rares occasions dans les degrés d'oxydation 0, +1 et +2. Les quatre trihalogénures sont connus. Tous sont blancs, sauf l'iodure, qui est jaune. L'halogénure le plus couramment rencontré est le chlorure de gadolinium(III) (GdCl3). L'oxyde se dissout dans les acides pour donner les sels correspondants, tels que nitrate de gadolinium(III).
Le gadolinium(III), comme la plupart des ions lanthanides, forme des complexes avec des nombres de coordination élevés. Cette tendances est illustrée par l'utilisation de l'agent complexant DOTA, un ligand octadenté. Les sels de [Gd(DOTA)]− sont utilisés en imagerie par résonance magnétique. Une variété de complexes chélatés apparentés a été développée, dont le gadodiamide (en).
Des composés réduits du gadolinium sont connus, en particulier à l'état solide. Les halogénures de gadolinium(II) sont obtenus en chauffant des halogénures de Gd(III) en présence de Gd métallique dans des containers en tantale. Le gadolinium forme également le sesquichlorure Gd2Cl3, qui peut être encore réduit en GdCl par recuit à 800°C. Ce chlorure de gadolinium(I) forme des plaquettes avec une structure stratifiée semblable à celle du graphite.

## Isotopes
La gadolinium possède six isotopes stables, 154Gd, 155Gd, 156Gd, 157Gd, 158Gd et 160Gd. Le plus abondant est 158Gd (24,84 %).

## Utilisation

### Agent de contraste pour l'IRM
L'ion Gd3+ est utilisé comme agent de contraste pour l'imagerie par résonance magnétique (IRM) où il est associé à un chélateur ou ligand pour réduire son exposition à l'organisme et sa haute cytotoxicité (dose létale médiane : 0,34 mmol/kg IV (souris)). En effet, Gd3+ a un rayon atomique très proche du calcium et peut donc s'y substituer dans les nombreux processus biologiques où il intervient (canaux calciques, régularité du rythme cardiaque, etc.), entrainant des effets plus ou moins sérieux selon la dose injectée.
Le gadolinium (sous forme chélatée ou libre) est retenu dans le cerveau, en particulier dans le noyau dentelé et le globus pallidus, dès une injection d'un agent de contraste à base de gadolinium (GBCA) (en quantité plus importante pour les linéaires). Le système glymphatique pourrait être la voie d'accès principale en intraveineuse,. Des études in vitro ont trouvé les agents linéaires (chélateurs moins stables) plus neurotoxiques que ceux macrocycliques,. Une étude a trouvé qu'un rehaussement du signal T1 sans administration de contraste (indicateur de la présence de gadolinium) sur les IRM cérébraux d'individus ayant reçu une ou plusieurs injections d'agents linéaires et macrocycliques corrélaient significativement avec une fluence verbale moindre. La confusion (en) est une possible conséquence clinique reportée par plusieurs études.
Les injections intrathécales de doses supérieures à 1 mmol sont associées à de sévères complications neurologiques et peuvent entraîner la mort,.
Les GBCA sont néphrotoxiques, peuvent provoquer une réaction inflammatoire et peuvent entrainer la mort en cas d'insuffisance rénale,. Des cas de fibroses néphrogéniques systémiques ont été rapportés avec l'usage d'agents linéaires et macrocycliques, chez des insuffisants rénaux chroniques et aigües (ex. : néphrite interstitielle).
Les agents linéaires (Omniscan, Magnevist) ont été suspendus par l'Agence européenne des médicaments (AEM) en 2017 (voir GBCA autorisés). L'usage des agents macrocycliques reste autorisé en France à la dose la plus faible possible et lorsque le diagnostic ne peut être obtenu sans.
Une étude rétrospective danoise a trouvé une incidence de 11,6 cas (+ 6,1 cas suspectés pour lesquels aucun examen n'avait été effectué) de fibrose néphrogénique systémique par million dans la population générale du pays, un taux plus élevé que dans d'autres pays avec une utilisation comparable de GBCA. Les auteurs suggèrent que ces derniers sous-diagnostiquent la maladie par méconnaissance des médecins, au contraire des hôpitaux danois qui identifièrent la présence de gadolinium par des analyses par spectrométrie de masse de biopsies cutanées.

#### Pollution environnementale
Des chercheurs brestois ont trouvé que les coquilles Saint-Jacques des eaux côtières contenaient du gadolinium. Les chercheurs ont utilisé une collection de trente ans de bivalves à leur disposition, ainsi que les données de la sécurité sociale des consommations de gadolinium par les IRM français. L'évolution des teneurs en gadolinium dans les coquilles Saint-Jacques au cours des trente dernières années est corrélée à l'utilisation du gadolinium comme produit de contraste pour l'IRM.

#### Alternatives
Des agents de contraste utilisant le manganèse (Mn2+), tels le MnLMe ou Mn-PyC3A, sont un sujet de recherches et développements. Le manganèse est rapidement éliminé par les reins, est retenu deux-trois fois moins que l'acide gadotérique dans le cerveau et est endogène dans le monde vivant végétal (0,36 à 10 mg/kg) et animal (0,05 à 16,60 mg/kg).

Le fer (Fe3+), aussi endogène (4g), convient à cet usage. Il a un moment magnétique moins intense du fait de ses quatre électrons non appariés (cinq pour Mn2+ et sept pour Gd3+).

### Alliages
Le gadolinium est ajouté (jusqu'à concurrence de 1 %) à de l'acier au chrome pour améliorer la dureté et les propriétés de transformation.

### Lasers
Le grenat de gadolinium-gallium (GGG) de formule chimique Gd3Ga5O12 est utilisé pour fabriquer des lasers, une fois dopé avec le néodyme, l'ytterbium ou le dysprosium. Des développements sont en cours pour mettre au point des lasers à rayons X avec le Nd:GGG. Le GGG est également utilisé comme substrat pour la fabrication de composants (ferrites) hyperfréquence en couche mince.

### Absorbantneutronique
- Sous sa forme oxydée Gd2O3 dans certains réacteurs nucléaires, afin d'en limiter la réactivité en début de vie grâce aux propriétés neutrophages des isotopes 155Gd (61 kilobarns[1]) et surtout 157Gd (254 kilobarns[1]) qui par capture se transforment respectivement en isotopes 156Gd et 158Gd, pratiquement non absorbants (sections efficaces de l'ordre du barn). La cinétique d'usure du gadolinium est très particulière (effet de peau) ; en effet, sous irradiation, son poids neutronique reste assez constant jusqu'à un point de rupture où son efficacité décroît très rapidement.
- En 2019, du gadolinium a été ajouté à l'eau de l'observatoire de neutrinos japonais Super-Kamiokande afin de pouvoir détecter les neutrons produits par les collisions entre des antineutrinos émis par des supernovas et des protons présents dans les molécules d'eau[31].

### Autres applications
- Réfrigération magnétique[32].
- Substance phosphorescente dans des tubes cathodiques.
- Alliages supraconducteurs.
- L'oxysulfure de gadolinium (Gadox) est largement utilisé comme matériau fluorescent excité par les rayons X en radiologie médicale. Il permet de convertir les rayons X en une image lumineuse (autour de 550 nm) qui peut ensuite être exploitée par un capteur de lumière, autrefois le film argentique, aujourd'hui un ensemble de photodiodes en silicium amorphe ou cristallin.